# Acantholimon velutinum
Acantholimon velutinum är en triftväxtart som beskrevs av Ekaterina Georgiewna Czerniakowska. Acantholimon velutinum ingår i släktet Acantholimon och familjen triftväxter. Inga underarter finns listade i Catalogue of Life.